# Biuletyn Instytutu Pamięci Narodowej
Biuletyn Instytutu Pamięci Narodowej – miesięcznik popularnonaukowy poświęcony dziejom Polski w latach 1939–1989.

## Zawartość merytoryczna
Pismo zamieszcza wywiady z historykami, świadkami wydarzeń historycznych, artykuły pracowników Instytutu Pamięci Narodowej, archiwalne dokumenty i zdjęcia oraz wspomnienia. Zawiera informuje o organizowanych przez IPN konferencjach, uroczystościach i wystawach, głównych przedsięwzięciach badawczych i edukacyjnych, ważniejszych publikacjach. Do niektórych numerów dołączano płyty DVD z filmami dokumentalnymi.

## Historia
W 2011 zawieszono wydawanie czasopisma, zastępując je „Pamięcią.pl”, którego redaktorem naczelnym był Andrzej Brzozowski. W 2016 postanowiono wznowić wydawanie „Biuletynu IPN” w nakładzie 15000, zawieszając jednocześnie wydawanie „Pamięci.pl”. Redaktorem naczelnym „Biuletynu IPN” wybrano w 2016 Jana Rumana.
Archiwalne numery można bezpłatnie pobrać w formacie pdf z serwisu internetowego Instytutu Pamięci Narodowej (udostępnianie są po upływie trzech miesięcy od ukazania się wersji papierowej).
W formie internetowej dostępny jest Biuletyn Informacji Publicznej Instytutu Pamięci Narodowej
Komisji Ścigania Zbrodni przeciwko Narodowi Polskiemu.

## Redakcja
|          | Kolegium | Zespół redakcyjny |
| -------- | --- | --- |
| 1 edycja | Jan Żaryn (przewodniczący), Marek Gałęzowski, Łukasz Kamiński, Kazimierz Krajewski, Filip Musiał, Barbara Polak, Leszek Próchniak, Jan Ruman, Norbert Wójtowicz | Jan Ruman (redaktor naczelny), Barbara Polak (zastępca redaktora naczelnego), Andrzej Sujka (redakcja), Piotr Życieński (fotograf), Maria Wiśniewska (sekretarz redakcji) |
| 2 edycja | | Jan Ruman (redaktor naczelny) |

## Biblioteka Biuletynu
IPN opublikował serię książek „Biblioteka Biuletynu IPN”. Ukazały się trzy tomy.